# 矮地榆
矮地榆（学名：Sanguisorba filiformis）为蔷薇科地榆属的植物。分布在锡金以及中国大陆的西藏、四川、云南等地，生长于海拔1,200米至4,000米的地区，多生长在山坡草地沼泽，目前尚未由人工引种栽培。

## 别名
虫莲